# Ден Кронауґ
Ден Кронауґ (англ. Dan Kronauge; нар. 1 серпня 1970) — колишній американський тенісист.
Найвищу одиночну позицію світового рейтингу — 924 місце досяг 20 липня 1992, парну — 175 місце — 18 грудня 1995 року.

## Фінали ATP Челленджер

### Парний розряд: 1 (1–0)
| Результат | Ранг | Дата     | Турнір                  | Покриття | Партнер      | Суперники                      | Рахунок       |
| --------- | ---- | -------- | ----------------------- | -------- | ------------ | ------------------------------ | ------------- |
| Перемога  | 1.   | Лип 1995 | Белу-Оризонті, Бразилія | Тверде   | Девід Ділуша | Егберту Калдас Крістіану Теста | 6–7, 6–3, 6–3 |